# Georges Michel
Georges Camille Ghislain Michel (29 aprile 1898 – 11 giugno 1928) è stato un calciatore belga, di ruolo attaccante.